# Маркарян, Вениамин Егишевич
Бениами́н Еги́шевич Маркаря́н (арм. Բենիամին Մարգարյան, 1913—1985) — советский армянский астроном.

## Биография
Родился в посёлке Шулавери (ныне Шаумяни, Грузия), в 1938 году окончил Ереванский университет, в 1941 г. — аспирантуру Ленинградского университета. С 1942 года работал в Бюраканской астрофизической обсерватории (в 1952—1957 гг. — заместитель директора, с 1957 — заведующий отделом галактик). В 1943—1957 гг. преподавал в Ереванском университете. Член-корреспондент (1965), затем академик (1971) АН Армянской ССР.
Основные труды в области звездной и внегалактической астрономии. Разработал теорию флуктуации в видимом распределении звезд с учётом космического поглощения. Совместно с В. А. Амбарцумяном установил существование в Галактике молодых, неустойчивых звездных систем — ассоциаций, наличие которых свидетельствует о продолжении процесса звездообразования в нашу эпоху, причем звезды рождаются группами. Выполнил классификацию рассеянных звездных скоплений, изучил особенности их распределения и наметил по ним расположение спиральных рукавов Галактики. Выявил существование среди ярких галактик особой категории объектов, обладающих аномальными цветовыми и спектральными характеристиками. Для объяснения обнаруженного явления первым выдвинул идею о наличии у ядер галактик ультрафиолетового излучения нетепловой природы. Разработал специальную методику и провел первый спектральный обзор неба с бюраканским метровым телескопом Шмидта в комбинации с набором объективных призм. На снимках обзора обнаружил слабые галактики (13—17-й звездной величины), обладающие интенсивным УФ-континуумом, обусловленным избытком УФ-излучения. Дальнейшие исследования в различных обсерваториях показали, что эти объекты, получившие название галактики Маркаряна, составляют обширный класс активных образований в Метагалактике. Значительная их часть обладает радио-, инфракрасным и рентгеновским излучением, а более чем 10 % присущи особенности галактик Сейферта. Среди них имеются также квазары и объекты типа BL Ящерицы.
Открытое Маркаряном общее движение семи галактик в Скоплении Девы, названо в его честь — Цепочка Маркаряна.
Президент Комиссии № 28 «Галактики» Международного астрономического союза (1976—1979).
Похоронен в Армении, в области Арагацотн, на кладбище села Бюракан.

## Память
Бюраканский спектральный обзор неба Маркаряна включен в международный реестр программы ЮНЕСКО «Память мира».
В 2013 году Банк Армении выпустил памятную серебряную монету, посвященную 100-летию со дня рождения Бениамина Маркаряна, номиналом 1 000 драмов. На аверсе монеты выгравированы изображения звезд и галактик, на реверсе — портрет астронома и открытые им галактики, а также имя астронома на армянском и английском языках.
21 ноября 2013 года почта Армении выпустила почтовую марку номиналом 170 драмов и конверт первого дня, также посвящённые 100-летию со дня рождения учёного. На почтовой миниатюре тиражом 30 000 экземпляров изображены портрет Маркаряна, купол Бюраканской обсерватории и галактика из каталога Маркаряна Mrk 509.

## Награды
- Заслуженный деятель науки Армянской ССР (1961).
- Лауреат Сталинской премии 1-й степени «За выдающиеся научные работы в области физико-математических наук» за 1949 год (1950).
- Ордена «Знак Почета» (4.01.1955) и Дружбы Народов (28.11.1983).
- Медали «За доблестный труд в Великой Отечественной войне 1941—1945 гг.» и «Ветеран труда».